# Jacob Jennings Brown
Pour les articles homonymes, voir Jacob Brown.
Jacob Jennings Brown, né le 9 mai 1775 et mort le 24 février 1828, est un officier américain durant la guerre anglo-américaine de 1812 dans le cadre de la campagne du Niagara. Ses succès à la frontière nord pendant la guerre en firent un héros. En 1821, il fut nommé général commandant de l'armée des États-Unis et occupa ce poste jusqu'à sa mort.

## Jeunesse
Jacob Jennings Brown est né dans comté de Bucks, en Pennsylvanie. Fils de Samuel et Abi (White) Brown, son deuxième prénom lui a été donné en l'honneur de sa grand-mère paternelle, descendante de Samuel Jennings qui fut gouverneur adjoint de la province du New Jersey, puis receveur général de la Pennsylvanie au début du XVIIIe siècle.
Jacob Jennings Brown obtint son diplôme de l'université de Pennsylvanie en 1790. Il enseigna à l'école et, en 1798, s'installa dans le nord de l'État de New York. Là, il fut un pionnier colonisateur et propriétaire foncier dans la contrée de Black River. Il contribua particulièrement, avec l'aide de sa famille, au développement du territoire en créant des moulins et des magasins, et en améliorant le tracé des routes et la navigation sur le cours inférieur de la rivière Black.

## Sa famille
En décembre 1802, il épousa Pamelia Williams, alors âgée de 17 ans, avec laquelle il eut quatre fils (Gouverneur, Jacob, William et Nathan) et cinq filles (Mary, Eliza, Pamela, Margaret et Katherine) :

### Ses fils
- Le fils aîné de Brown, Gouverneur s'est noyé dans un accident de patin à glace à l'âge de douze ans.
- Les deux autres fils Jacob (classe of 1832) et William Spencer (classe de 1835), sont sortis diplômés de West Point. Jacob a démissionné après quatre ans de service dans l'armée et William a démissionné après seulement six mois, tous deux sont morts jeunes.
- Le quatrième fils de Brown, Nathan William, n'a pas fréquenté l'académie mais a connu une carrière militaire fructueuse. En 1849, à l'âge de trente et un ans, Nathan fut nommé major, et en 1864, durant la guerre de Sécession , il fut promu lieutenant-colonel et est adjoint au payeur général. Il devint brigadier général et payeur général en 1880 et prit sa retraite en 1882 après une carrière de 33 années passées dans l'armée.

### Ses filles
- Katherine a épousé Larkin Smith, un camarade de classe de son frère William à West Point. En 1861, Smith démissionna de sa commission militaire pour devenir assistant-quartier général de l'armée confédérée.
- Le mari de Pamela, David Hammond Vinton, a occupé le même poste pendant la guerre de Sécession, mais du côté de l'Union.
- Eliza a épousé Edmund Kirby, un colonel de la guerre américano-mexicaine et un payeur de l'armée américaine. Leur fils Edmund a également fréquenté West Point, où il a obtenu son diplôme en 1861 et a été nommé officier d'artillerie. Il a servi dans l'armée du Potomac, où il a été grièvement blessé. Nommé au grade de brigadier général par le président Lincoln, il trépassa avant que le Sénat ne puisse confirmer sa promotion. Il n'avait que 23 ans.

## Service militaire
En 1807, Brown fut nommé capitaine dans le 108e régiment d’infanterie de la milice de New York. Deux ans plus tard, il était promu colonel. Cette promotion au rang plus élevé semble avoir résulté de son aversion pour les défilés militaires fréquents et coûteux en temps de paix.
Au début de la guerre de 1812, Brown était général de brigade dans la milice de New York ; il avait été nommé à ce grade en 1811. Malgré son opposition à la guerre, il organisa la défense dans la région des Grands Lacs. Le 29 mai 1813, les troupes dirigées par Brown vainquent les Britanniques lors de la deuxième bataille de Sackets Harbor. Il reçut la nomination au grade de brigadier général de l'armée régulière. L'année suivante, son armée captura Fort Érié en Ontario. Après, son armée a vaincu une armée britannique à la bataille de Chippawa. Il a été blessé deux fois à la bataille de Lundy Lane, l'un des combats les plus sanglants de la guerre pour les deux camps. Sa dernière bataille de la guerre fut le siège de Fort Érié en 1814, qui aboutit à une victoire américaine. Ses succès, dans ce qui était le nord-ouest des États-Unis à cette époque, en firent un héros national.
Pour exprimer son appréciation, le Congrès a autorisé le 3 novembre 1814, le 28 novembre 1814, la remise d'une médaille d'or au Congrès par Brown. Le général Brown fut le 24e américain à recevoir la médaille d'or du Congrès. En 1818, Brown fut admis membre honoraire de la « New York Society » de Cincinnati.

## Son travail de général en chef
En 1821, Jacob Jennings Brown restait le seul général majeur en activité, aussi le président James Monroe le nomma général en chef. Malgré son accident vasculaire cérébral en 1821, il mena à bien son nouveau poste. Il a réorganisé le personnel de l'armée sous la forme qu'il a conservée pendant le reste du siècle. Il a conseillé les secrétaires de guerre et les présidents sur la politique militaire. Il a également plaidé en faveur de la création de deux écoles de troisième cycle pour l'armée, précurseurs du personnel actuel et des collèges de commandement. Une autre première était sa création en 1822 du service de recrutement général comme la première organisation chargée de fournir la main-d'œuvre pour l'armée.

## Mort
Le général Brown est mort le 24 février 1828, et il fut enterré au cimetière du Congrès à Washington, DC. Lors de son enterrement le cercueil fut transporté tout au long de Pennsylvania Avenue sur les épaules d'un détachement de US Marines, et le gouvernement observa une minute de silence lors de l’inhumation. Le cortège funèbre long de plus d'un kilomètre était composé des membres de la famille, de détachements militaires et des représentants du gouvernement.

## Postérité
Surnommé "Potash Brown" en raison de son passé de contrebandier à Sackets Harbor et le long du Saint-Laurent, le commandement de Brown a toujours été caractérisé par la spontanéité de ses actions rapides et par l'opportunisme de ses offensives, dont les plans de campagne sur la défensive étaient méticuleusement planifiés. Ses travaux de fortifications à Sacket's Harbour et à Fort Érié ont permis de repousser les avances britanniques et canadiennes, tandis que son agressivité lors de la bataille de Chippawa et à Lundy's Lane ont abouti à un succès retentissant dans le premier cas, à de lourdes pertes en vies humaines et à une impasse dans le second.
En effet, Brown était un impulsif ainsi pendant le siège du Fort Érié, malgré la retraite lors de l'assaut britannique qui 
prouvait la solidité des défenses américaines, il ordonna une sortie le 17 septembre, qui fit plus de 500 victimes de chaque côté sans grand résultat. Brown trop dogmatique, refusait la moindre critique, et il a fréquemment démobilisé des officiers de leur commandement qui, selon lui, parce qu’ils n’avaient pas suffisamment suivis ses ordres. Le général américain, Winfield Scott, qui était un diplomate, qui fut candidat à la présidence des États-Unis, considérait Brown comme un pauvre commandant qui manquait également de jugeote et dont le fait de ne pas avoir engagé pleinement ses forces au début dans la bataille de Lundy's Lane l'avait conduit à la perte totale des hommes de la brigade de Scott.

## Les lieux qui portent son nom
Les comtés, cantons, villes et écoles suivants ont été nommés Jacob Jennings Brown, 
- Brown County, Illinois
- Brown County, Indiana
- Brown County, Ohio
- Brown County, Wisconsin[2]
- Brown Township, Lycoming County, Pennsylvanie
- Brownstown Township, Jackson County, Indiana
  - Brownstown, Indiana
- Brownsville, Tennessee
- Brownville, New York
  - Brownville (village), New York
  - General Brown Central School District Dexter, New York[3]

La ville de Pamelia, dans l’État de New York, a été nommée en l'honneur de Madame Brown, née Pamélia Williams.